# Psiadia punctulata
Psiadia punctulata là một loài thực vật có hoa trong họ Cúc. Loài này được (DC.) Vatke miêu tả khoa học đầu tiên năm 1877.